# Viola x wittrockiana
A Viola × wittrockiana (nomes populares: amor-perfeito-de-jardim, violeta-borboleta) é uma espécie do género botânico Viola que pertence à família Violaceae e inclui as espécies populares violetas e amores-perfeitos.
A espécia tem origem na Europa e Ásia e apresenta um ciclo de vida bienal (24 meses).
Suas flores são grandes e muito vistosas. As cores e combinações são muitas e variam de amarelo, azul, roxo, branco, rosa, marrom e negra (a mais comum). Apresenta ramagem macia, verde-escura e frágil. Inicia-se a floração no inverno e dura ao longo da primavera.
Deve ser cultivada a pleno sol (sempre), em solos ricos em matéria orgânica, e devem ser frequentemente regados. Pode ser plantada em vasos e jardins, já que é um planta muito versátil. Requer replantio anual, apesar de perene. Reprodução sexuada (por meio de sementes).
A flor é símbolo da filosofia do Livre Pensamento.
- Commons

1. ↑  Infopédia. «amores-perfeitos-de-jardim | Dicionário Infopédia da Língua Portuguesa». infopedia.pt - Porto Editora. Consultado em 10 de janeiro de 2023